# Dot Esports
Dot Esports est un site web anglophone traitant principalement de l'actualité de l'esport et des jeux vidéo compétitifs. Initialement lancé comme une rubrique du site américain The Daily Dot en 2012, il est racheté en 2016 par le groupe australien Gamurs (en), qui l'édite depuis lors,,.